# Khorlo
Khorlo (Tib. : འཁོར་ལོ་; 'Khor-lo) significa: ' rueda ',' redondo ',' mandala ',' chakra ',' Samsara '. Khorlo es el elemento léxico de uso común para referirse a " chakra "(en sánscrito) en la literatura tibetana. Khorlo también se utiliza para denotar ' mandala '(en sánscrito, tibetano: dkyil 'Khor).
Aparece en los nombres de algunas deidades tántricas como Chakrasamvara ('-lo bde Khor-mchog, "la rueda del gran gozo") y de Kalachakra (dus-kyi 'Khor-lo, "rueda del tiempo").
Con una connotación diferente, también puede referirse a samsara, o del mundo, la vida mundana, llena de sufrimiento (como en "fluir junto").